# The Five Keys
The Five Keys var en amerikansk rhythm and blues-grupp som under 1950-talet hade hitar med låtar som "Ling, Ting, Tong", "Out of Sight, Out of Mind" och "Wisdom of a Fool".
Gruppen bildades i slutet av 1940-talet. Den bestod ursprungligen av brödraparen Rudy och Bernie West och Raphael och Ripley Ingram, alla från Newport News i Virginia, och gick då under namnet The Sentimental Four. Efter att Raphael lämnat 1949 och Maryland Pierce och Dickie Smith blivit nya medlemmar bytte de namn till The Five Keys. Rudy och Dickie ersattes runt 1953 av Ramon Loper och Ulysses Hicks. Rudy återvände 1955, efter att Hicks avlidit året innan.

## Diskografi
- 1956 – The Best of the Five Keys (Aladdin)
- 1957 – The Five Keys on the Town (Score)
- 1957 – The Five Keys on Stage (Capitol)
- 1960 – The Five Keys (King)
- 1960 – Rhythm and Blues Hits Past and Present (King)
- 1962 – The Fantastic Five Keys (Capitol)